# Будилка (річка)
Буди́лка — річка в Україні, у межах Сумського району Сумської області. Ліва притока Псла (басейн Дніпра).

## Опис
Довжина річки 16 км, похил річки — 1,8 м/км. Площа басейну 103 км². Долина трапецієподібна, у нижній течії неглибока, у верхній течії схили місцями порізані ярами. Заплава двобічна. Річище слабозвивисте, у верхній течії часто пересихає. Споруджено кілька ставків.

## Розташування
Будилка бере початок при південній околиці села Калюжного. Тече переважно на захід. Впадає до Псла на південний захід від села Селища.